# Tội ác chiến tranh của Liên Xô

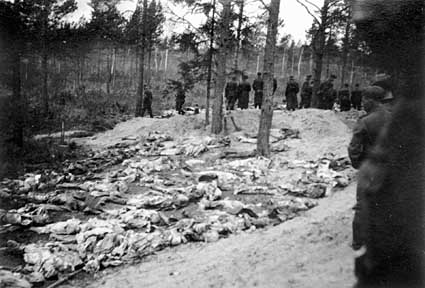
Một hố chôn tập thể tại cánh rừng Katyn nơi hàng nghìn sĩ quan, học giả và tù binh chiến tranh bị giết trong vụ Thảm sát Katyn (1940)

Tội ác chiến tranh gây ra bởi các lực lượng vũ trang của nước Nga Xô Viết và Liên Xô từ 1919 đến 1991 bao gồm các hành vi vi phạm của quân đội chính quy của Hồng quân (sau này gọi là quân đội Liên Xô) cũng như NKVD, bao gồm cả lực lượng thuộc bộ nội vụ Nga. Trong một số trường hợp, những hành động này có thể được thực hiện theo yêu cầu rõ ràng của chính phủ Liên Xô nhằm chống lại quân đội kẻ thù. Trong trường hợp khác, các tội ác được thực hiện một cách tự phát, là sự trả thù của cá nhân binh sỹ chống lại các nước có xung đột với Liên Xô hoặc xâm chiếm Liên Xô (ví dụ như là trả thù cho tội ác chiến tranh của Đức Quốc xã gây ra với người thân của họ tại quê nhà), hoặc trong quá trình chống các phe phái chiến tranh.

## Bối cảnh
Liên Xô đã không công nhận Các công ước Den Haag 1899 và 1907 do Đế quốc Nga ký kết có tính ràng buộc, và từ chối công nhận chúng cho đến năm 1955. Điều này tạo một tình trạng trong đó các hành vi trả thù của các lực lượng vũ trang của Liên Xô không bị coi là bất hợp pháp. Việc từ chối của Liên Xô công nhận các công ước Den Haag 1899 và 1907 cũng đã cho Đức Quốc xã lý do để xử lý vô nhân đạo bắt giữ nhân viên quân sự của Liên Xô.

## Nội chiến Nga
Trong cuộc nội chiến Nga, ước tính khoảng 100.000 người Do Thái thiệt mạng trong cuộc tàn sát gây ra bởi lực lượng ly khai dân tộc Ukraina (cầm đầu bởi Symon Petlyura) và lực lượng do Anton Deniki. Lực lượng vũ trang duy nhất trong cuộc Nội chiến Nga không khủng bố người Do Thái là Hồng quân Liên Xô. Người Do Thái đã coi Hồng quân là người bảo vệ của họ, nhiều thanh niên người Do Thái gia nhập Hồng quân để trả thù tội ác chống lại gia đình của họ.
Lãnh đạo Liên Xô có một "sự khinh miệt hoàn toàn" đối với chủ nghĩa bài bài Do Thái và những biện pháp mạnh mẽ đã được thực hiện bởi chính quyền Liên Xô để ngăn chặn việc binh sỹ có hành vi thô bạo với người Do Thái. Tuy nhiên, một số đơn vị Hồng quân có kỷ luật kém vẫn gây ra những cuộc giết hại người Do Thái trong cuộc nội chiến  và Chiến tranh Nga Xô-Ba Lan 1919-1920,đặc biệt là tại Baranovichi. Những vi phạm này đã được thực hiện bởi các trung đoàn Boguny và Tarashchany, vốn là thành viên của lực lượng dân tộc ly khai Petlyura của Ukraina (Bạch vệ) và chỉ mới chuyển sang tham gia quân đội lực lượng Hồng quân của Semyon Budyonny nên vẫn quen thói vô kỷ luật và tinh thần bài Do Thái cực đoan của các chỉ huy Bạch Vệ
Tuy nhiên, chỉ có một số nhỏ các những vụ giết hại là do Hồng quân, còn đại đa số các hành vi tập thể bạo lực trong khoảng thời gian này chủ yếu gây ra bởi các lực lượng chống Hồng quân và nhưng người lính theo chủ nghĩa dân tộc. Các vụ giết hại người Do Thái bị lên án mạnh mẽ bởi chỉ huy cao cấp của Hồng quân và đơn vị thực hiện tội ác đã bị giải giáp, trong khi tòa án quân sự Liên Xô đã xét xử các cá nhân phạm tội.. Việc kết tội đã được thực hiện

## Hồng quân và NKVD
Hồng quân thường đã hỗ trợ cho NKVD, có là một trong những chức năng thực hiện của sự trấn áp chính trị. Chức năng chính của NKVD là để bảo vệ an ninh quốc gia của Liên Xô, được thực hiện bằng các vụ truy bắt chính trị quy mô lớn chống lại "kẻ thù giai cấp". Là một lực lượng an ninh nội bộ và đội ngũ bảo vệ nhà tù Gulag, quân nội bộ cả hai có nhiệm vụ bắt giữ những nhân vật chống Nhà nước và tham gia vào tội ác chiến tranh trong thời kỳ chiến sự quân sự trong suốt lịch sử của Liên Xô. Họ đã được cụ thể chịu trách nhiệm cho việc duy trì các chế độ chính trị trong các Gulag và tiến hành trục xuất hàng loạt và tái định cư bắt buộc. Loại thứ hai nhắm mục tiêu một số nhóm dân tộc thiểu số mà chính quyền Xô Viết coi là thù địch với chính sách của mình và có khả năng cộng tác với kẻ thù, bao gồm cả Chechnya, Crimean Tatars, và Hàn Quốc.
Trong Thế chiến II, chuỗi các vụ xử bắn hàng loạt được thực hiện bởi NKVD Liên Xô đối với tù nhân ở Đông Âu, chủ yếu là Ba Lan, các nước Baltic, Romania, Ukraine và các bộ phận khác của Liên Xô, Hồng quân sau đó rút lui trước cuộc xâm lược của Đức năm 1941 (Chiến dịch Barbarossa). Tổng số người bị xử bắn là hàng chục ngàn. Có nhiều báo cáoveefe các hành vi trả thù của các lực lượng vũ trang của Liên Xô chống lại quân nhân Đức Quốc xã (Wehrmacht) và các binh sĩ không quân Đức từ đầu của chiến tranh, các tài liệu trong hàng ngàn tập tin của Cục tội phạm chiến tranh Wehrmacht, 1939-1945, một văn phòng được thành lập vào tháng 9 năm 1939 đến điều tra các hành vi vi phạm các Công ước Hague và Geneva bởi kẻ thù của Đức. Trong số các tài liệu có vụ thảm sát là những người ở Broniki (June 1941), Feodosia (tháng 12 năm 1941) và Grischino (1943)
.
Liên Xô triển khai bom khí mù tạt trong cuộc xung đột của Liên Xô ở Tân Cương. Một số dân thường bị thiệt mạng do bom thông thường trong cuộc xung đột.

## Chiến tranh thế giới thứ hai

### Các nước Baltic
Estonia đã được sáp nhập vào Liên Xô ngày 6 tháng 8 năm 1940 và đổi tên thành Cộng hòa Xã hội chủ nghĩa Xô viết Estonia. Năm 1941, khoảng 34.000 người Estonia đã phải gia nhập vào Hồng quân để chiến đấu chống Đức Quốc xã, trong đó có dưới 30% sống sót sau chiến tranh. Sau khi Đức xâm lược Estonia thành công, các tù nhân chính trị đã phải di tản được thực hiện bởi NKVD, để họ không liên lạc được với chính phủ Đức Quốc xã. Hơn 300.000 người Estonia, khoảng một phần ba dân số thời đó, đã bị ảnh hưởng bởi lệnh trục xuất, bắt giữ và các hành vi khác. Dân số Estonia trong thế chiến 2 đã giảm đi ít nhất 200.000 người hay 20% dân số do tác động của sự trục xuất, di tản, và chiến tranh. Lực lượng Liên Xô ở Estonia đã gặp phải sự đối đầu bởi nhóm vũ trang Anh em của rừng (Forest Brothers), chủ yếu là người Estonia đã từng chiến đấu cho lực lượng quân Waffen-SS Omakaitse của Đức Quốc xã, và 200 tình nguyện viên trong Trung đoàn Bộ Binh Phần Lan đã mở một cuộc chiến tranh du kích, mà đã không hoàn toàn bị trấn áp cho đến khi cuối năm 1950.
Năm 1939, theo thỏa thuận của Hiệp ước Molotov-Ribbentrop giữa Liên Xô và Đức Quốc xã, Latvia đã sáp nhập và hợp nhất nhập vào Liên Xô ngày 05 tháng tám 1940. Việc thành lập của một quốc gia vệ tinh, Cộng hòa xã hội chủ nghĩa Xô Viết Latvian, dẫn đến kết quả là hàng loạt các vụ bắt giữ, phá vỡ các hệ thống kinh tế và văn hóa Latvia. Có hơn 200.000 ở Latvia bị bắt giữ hoặc thẩm vấn, trong đó 60% bị trục xuất tới các trại cải tạo lao động của Liên Xô(Gulag) ở Siberia và Viễn Đông. Hơn 260.000 người Latvia đã di tản khỏi đất nước.
Hồng quân tiến vào Litva ngày 15 tháng 6 năm 1940 và cho việc sáp nhập và hợp nhất vào Liên Xô ngày 03 Tháng 8 năm 1940. Từ 1940-1941, hàng ngàn người Litva đã bị bắt và hàng trăm tù nhân chính trị bị tuyên án xử bắn. Hơn 17.000 người bị trục xuất đến Siberia vào tháng 6 năm 1941. Sau khi cuộc tấn công của Đức vào Liên Xô, bộ máy chính trị của Liên Xô mới bắt đầu bị phá hủy hoặc rút lui về phía đông. Litva sau đó đã được chiếm bởi Đức Quốc xã trong một ít hơn ba năm. Trong năm 1944, Liên Xô trở lại Litva sau khi quân đội Đức thất bại. Người ta ước tính rằng Litva mất đi gần 780.000 công dân như là một kết quả của thế chiến 2, trong đó khoảng 440.000 người chạy sang nước khác để tị nạn chiến tranh..
Trong thời gian diễn ra vụ bạo động tại Litva vào năm 1990, quân đội Liên Xô nổ súng giết chết 13 người biểu tình tại thủ đô Vilnius.

### Ba Lan

#### 1939–1941
Trong tháng 9 năm 1939, Hồng quân tấn công vào miền đông Ba Lan và chiếm nó theo quy định của Hiệp ước Molotov-Ribbentrop. Liên Xô sau đó còn chiếm các nước vùng Baltic và các bộ phận của Romania, bao gồm cả Bessarabia và Bắc Bukovina.
Chính sách của Liên Xô trong tất cả các khu vực này là hà khắc đối với những người dưới sự kiểm soát của nó, cho thấy các yếu tố mạnh mẽ của thanh trừng sắc tộc. Lực lượng NKVD có nhiệm vụ theo Hồng quân để loại bỏ các phần tử thù địch Liên Xô tại các vùng lãnh thổ này. Nhà sử học Ba Lan Tomasz Strzembosz đã lưu ý sự tương đồng giữa Einsatzgruppen của Đức Quốc xã và các đơn vị của Liên Xô.

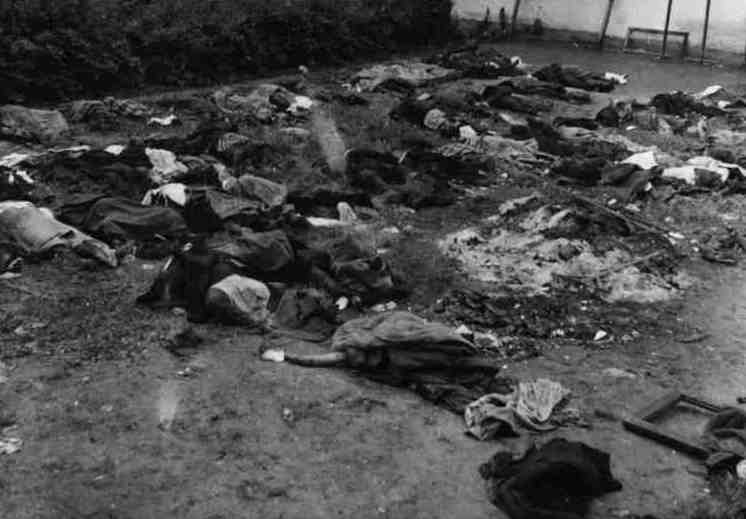
Các tù binh chiến tranh tại Ba Lan bị giết hại năm 1941

Trong khu vực chiếm đóng của Liên Xô, các thành viên của SED đã báo cáo cho Stalin cướp bóc và hãm hiếp bởi binh lính Liên Xô có thể dẫn đến một phản ứng tiêu cực của dân Đức đối với Liên Xô và hướng tới tương lai của chủ nghĩa xã hội ở Đông Đức. Stalin đã phản ứng một cách giận dữ: "Tôi sẽ không tha thứ bất cứ ai kéo danh dự của Hồng quân qua bùn." Stalin ra lệnh các đơn vị siết chặt kỷ luật và trừng phạt mọi binh sĩ tham gia cướp bóc hoặc hãm hiếp
Theo đó, tất cả bằng chứng, chẳng hạn như báo cáo, hình ảnh, và các văn bản khác về cướp bóc, hãm hiếp, đốt cháy của các trang trại và làng mạc của Hồng quân đã được xóa tất cả các kho lưu trữ ở Đông Đức sau này.
Trong cuốn người Nga ở Đức: Một lịch sử của Khu vực Liên Xô chiếm đóng, 1945-1949, Norman Naimark đã viết rằng không phải chỉ làm mỗi nạn nhân có mang theo những chấn thương trong phần còn lại đời họ, nhưng nó cũng gây ra một chấn thương lớn tập thể tại Đông Đức cũ (Cộng hòa Dân chủ Đức). Naimark kết luận rằng "tâm lý xã hội của phụ nữ và nam giới trong khu vực chiếm đóng của Liên Xô được đánh dấu bởi việc tội phạm hiếp dâm từ những ngày đầu tiên của chiếm đóng, thông qua việc thành lập Đông Đức vào mùa thu năm 1949, cho đến khi, người ta có thể tranh luận, trình bày
."

### Hungary
Trong cuộc vây hãm Budapest ở Hungary khoảng 40.000 dân thường bị thiệt mạng, với một số không rõ chết vì đói và bệnh tật. Trong cuộc bao vây, một số nguồn phương Tây cho rằng khoảng 50.000 phụ nữ và trẻ em gái bị hiếp dâm 
Mặc dù một trật tự văn bản không tồn tại, có một số tài liệu mô tả hành vi của Hồng quân. Một trong số đó là một báo cáo của sứ quán Thụy Sĩ tại Budapest, mô tả nhập Hồng quân vào thành phố vào năm 1945, nó khẳng định: "Trong cuộc bao vây Budapest và cũng trong những tuần sau, quân đội Nga cướp phá thành phố một cách tự do. Họ bước vào thực tế mỗi nơi cư trú, rất nghèo cũng như những người giàu nhất. Họ đã lấy đi tất cả mọi thứ họ muốn, đặc biệt là thực phẩm, quần áo và vật có giá trị... mỗi căn hộ, cửa hàng, ngân hàng,... đã cướp phá nhiều lần. Nội thất và các những vật có giá trị lớn về nghệ thuật,... mà có thể không được lấy đi thường chỉ đơn giản là bị phá hủy. Trong nhiều trường hợp, sau khi cướp bóc, những ngôi nhà cũng đã bị đốt cháy, gây ra một tổng tổn thất lớn....Két sắt ngân hàng đã bị dọn sạch,mà không có ngoại lệ nào ngay cả các két sắt ngân hàng của Anh và Mỹ và bất cứ điều gì được tìm thấy đều bị lấy đi."}}

### Nam Tư
Mặc dù Hồng quân đi qua là một phần rất nhỏ của Nam Tư năm 1944,nhưng các hoạt động của nó có gây ra mối quan tâm lớn cho đảng Cộng sản Nam Tư, vì họ sợ rằng việc hãm hiếp và cướp bóc bởi các đồng minh Liên Xô của họ sẽ làm suy yếu vị thế của họ với dân chúng. Ít nhất 121 trường hợp bị hãm hiếp đã được ghi nhận sau này, 111 trong đó là còn giết người sau khi hiếp dâm. Tổng cộng có 1.204 trường hợp cướp bóc với cuộc tấn công được ghi.

### Slovakia
Lãnh đạo Đảng Cộng sản Vlado Clementis từng phàn nàn với Marshal I.S. Konev về những hành vi phạm pháp của một số binh sỹ quân đội Xô Viết ở Slovakia. Tướng Konev trả lời rằng những hành vi này chỉ là cá biệt, được thực hiện chủ yếu là do các tốp lính Hồng quân đã bỏ trốn khi đào ngũ.

### Trung Quốc
Sau khi tuyên chiến với Đế quốc Nhật Bản vào giai đoạn cuối Thế chiến II, 700.000 quân Xô Viết đã đánh chiếm Đông Bắc Trung Quốc (Mãn Châu), khi đó đang nằm dưới sự chiếm đóng của Nhật. Binh sỹ Liên Xô lấy đi tất cả tài sản có giá trị và thiết bị công nghiệp nhằm triệt tiêu khả năng sản xuất của Đế quốc Nhật, đồng thời ngăn không cho quân Nhật tẩu tán tài sản đến các vùng khác. Tuy nhiên, hành động mang mục đích quân sự này cũng gây ảnh hưởng đến đời sống của người dân địa phương. Một người nước ngoài đã chứng kiến những người lính quân đội Xô Viết, trước đây đóng quân tại Berlin, đã tích cực phá dỡ tài sản tại thành phố Thẩm Dương. Binh sĩ bị kết án sau đó đã được thay thế, những người làm chứng nói rằng họ "ăn cắp tất cả mọi thứ trong tầm nhìn, phá cửa vào bồn tắm và nhà vệ sinh với búa, kéo dây điện, đốt nhà, và nói chung cư xử hoàn toàn như những người man rợ.
Tại Cáp Nhĩ Tân (Trung Quốc), người dân đăng các khẩu hiệu như "Đả đảo chủ nghĩa đế quốc đỏ" để phản đối cuộc tấn công của Liên Xô. Lực lượng Liên Xô bị những phản đối từ các nhà lãnh đạo đảng Cộng sản Trung Quốc về các vụ hiếp dâm và cướp bóc. Phía Trung Quốc yêu cầu sỹ quan Liên Xô trừng trị các binh sỹ vô kỷ luật để chấm dứt tình trạng này Sau chiến tranh, Liên Xô đã bàn giao lại các tài sản tại vùng Mãn Châu cho chính phủ Trung Quốc.
Đức

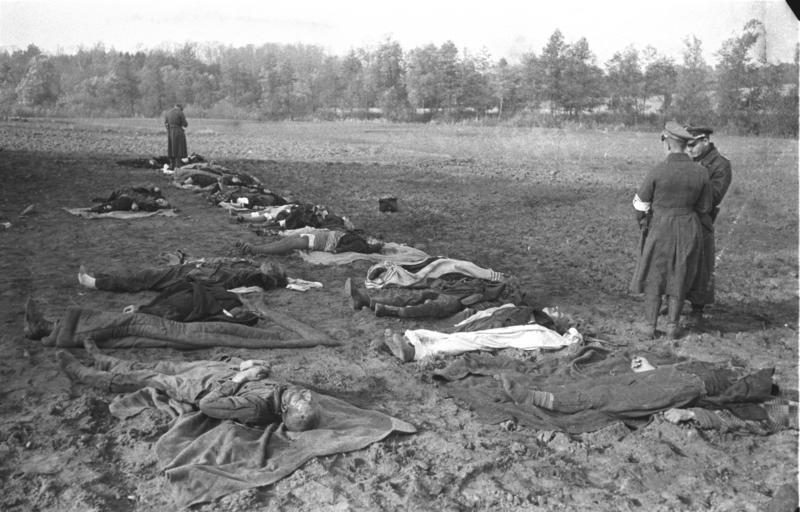
Nạn nhân vụ thảm sát và hãm hiếp tại Nemmersdorf, Đông Phổ (1944)

Tháng 1 năm 1945, hồng quân Liên Xô đang trên đà phản công tiến vào nước Đức đang thoi thóp từ phía Đông. Trong khoảng thời gian này tại các khu vực chiếm đóng, các sử gia ghi nhận nhiều vụ hãm hiếp tập thể hướng tới phụ nữ Đức do quân đội Liên Xô gây ra. Các số liệu cho thấy có ít nhất 1,4 triệu người phụ nữ là nạn nhân của những vụ hãm hiếp này riêng tại Đông Phổ (thuộc khu vực Ba Lan và Litva ngày nay). Chỉ trong tháng 4 và tháng 5 tại Berlin, thủ đô Đức Quốc Xã, hơn 100.000 người phụ nữ đã bị hiếp dâm, với khoảng 10.000 người chết ngay sau đó. Theo nhà sử học Antony Beevor, một nhân chứng trong cuộc chiếm đóng Berlin, binh lính của hồng quân Liên Xô đã hãm hiếp phụ nữ và trẻ em từ 8 đến 80 tuổi. Nhiều ghi nhận còn cho thấy cả phụ nữ Ba Lan và các nước đồng minh cũng không được tha thứ.

## Sau chiến tranh thế giới thứ hai

### Cách mạng Hungary (1956)
Theo báo cáo của Liên Hợp Quốc của Uỷ ban đặc biệt về các vấn đề của Hungary (1957): "Xe tăng Liên Xô đã bắn bừa bãi vào mọi ngôi nhà trong tầm bắn". Ủy ban Liên Hợp Quốc nhận được nhiều báo cáo của súng cối Liên Xô và nã đạn pháo vào khu dân cư trong thành phố mặc dù không có kẻ thù và "bắn bừa bãi vào người qua đường không có khả năng tự vệ bằng mọi cách".

### Afghanistan
Giáo sư người Mỹ Samuel Totten , giáo sư Úc Paul R. Bartrop . Các học giả từ Trường Luật Yale như W. Michael Reisman  và Charles Norchi , cũng như học giả Mohammed Kakar, tin rằng những người Afghanistan là nạn nhân của cuộc tấn công bởi Liên bang Xô viết . Một báo cáo tình báo được giải mật của CIA vào năm 1982 rằng vào khoảng giữa những năm 1979 và 1982 đã có 43 vụ tấn công vũ khí hóa học riêng biệt mà đã gây ra hơn 3000 trường hợp tử vong cho dân thường . Đến đầu những năm 1980, các báo cáo về cuộc tấn công bằng vũ khí hóa học đã được ghi nhận trong "tất cả các khu vực có hoạt động tập trung của quân kháng chiến Mujahideen ".

## Xử lý các tù nhân chiến tranh
Mặc dù Liên Xô đã không chính thức ký kết các công ước Den Haag 1899 và 1907, nhưng Liên Xô vẫn được coi là bị ràng buộc bởi các quy định của Công ước.. Trong năm 1941, sau khi bị bắn rơi hoặc phải hạ cánh khẩn cấp, phi công Đức Quốc xã thường bị xử bắn ngay tại chỗ sau khi họ bị bắt Trong mùa đông năm 1941-1942, Hồng quân bắt khoảng 10.000 binh sĩ Đức mỗi tháng, nhưng tỷ lệ chết tù nhân đã trở thành cao đến mức mà số lượng tuyệt đối về tù nhân giảm xuống rất nhiều..
Trong giai đoạn đầu chiến tranh, khi Liên Xô liên tục phải rút quân và rất thiếu thốn, thuốc men chỉ được ưu tiên cho binh sĩ của họ. Lính Xô Viết hiếm khi bận tâm việc chăm sóc tù nhân Đức bị thương, thay vào đó sẽ xử bắn, bệnh viện Hồng quân sẽ không chữa trị cho những tù nhân Đức bị thương. Tù nhân Đức không được thả ra sau chiến tranh, mà nhiều người đã bị bắt giữ cho đến khi cuối năm 1956. Nguồn tin của Liên Xô liệt kê cái chết của 474.967 trong tổng số 2.652.672 tù binh thuộc quân đội Đức bắt làm tù binh trong chiến tranh. Tiến sĩ Rüdiger Overmans tin rằng có vẻ như hoàn toàn hợp lý, rằng có thêm một triệu quân nhân Đức bị liệt kê là mất tích thực sự đã chết trong quá trình giam giữ của Liên Xô như các tù binh chiến tranh.

## Thảo luận bởi các sử gia
Trong nhiều thập kỷ, các học giả phương Tây nhìn chung giải thích lý do của những hành động bạo lực ở Đức và Hungary là để trả thù cho những tội ác của Đức trong lãnh thổ của Liên Xô và việc quân Đức đã giết hàng loạt của tù binh Liên Xô (3,6 triệu người đã chết trong tổng số 5,2 triệu tù binh Liên Xô). Lời giải thích này hiện đang có tranh chấp của các nhà văn quân đội như: Antony Beevor, tối thiểu đối với việc hãm hiếp hàng loạt. Beevor tuyên bố rằng các binh sĩ Hồng quân hãm hiếp phụ nữ Nga và Ba Lan giải thoát từ các trại tập trung, và cho rằng điều này không chỉ là để trả thù  Tuyên bố của Beevor đã gặp phải sự chỉ trích lớn từ các nhà sử học ở Nga và chính phủ Nga. Đại sứ Nga tới Anh cho biết "Nó là một ô nhục cho bất cứ điều gì, với trường hợp này rõ ràng là sự vu khống chống lại những người cứu thế giới từ chủ nghĩa phát xít."
O.A.Rzheshevsky, một giáo sư và Chủ tịch của Hiệp hội nhà sử học Nga trong Chiến tranh thế giới thứ II, đã buộc tội Beevor chỉ đơn thuần là muốn sống lại quan điểm tai tiếng và phân biệt chủng tộc của các nhà sử học Neo-Nazi, những người luôn muốn mô tả quân đội Liên Xô như là một "bầy người châu Á" man rợ và kém văn minh. Nhà sử học nổi tiếng khác, chẳng hạn như Richard Overy, thì chỉ trích Nga trong cuốn sách của ông và bảo vệ Beevor và cáo buộc Nga từ chối thừa nhận các tội ác chiến tranh Liên Xô 
Các vấn đề hãm hiếp hàng loạt trong và sau khi tạm chiếm của các lực lượng Liên Xô trên khắp Ba Lan chống lại Đức quốc xã vào giai đoạn cuối của Chiến tranh thế giới thứ II đã được nghiên cứu tại theo bề dài của các nhà sử học Ba Lan, chỉ sau khi sự sụp đổ của Liên Xô. Tại Warmia, Masuria, Silesia và Đông Phổ, Ba Lan - phụ nữ là mục tiêu gây hấn bạo lực. tại Kraków, sự tiến quân của Liên Xô đã mang lại các vụ hãm hiếp phụ nữ và trẻ em gái Ba Lan, cũng như cướp bóc tài sản tư nhân của các binh sĩ Liên Xô. Hành vi này đã diễn ra phổ biến tới mức mà ngay cả Đảng cộng sản Ba Lan được thành lập bởi Liên Xô cũng phải gửi một bức thư phản đối tới Joseph Stalin, trong khi lực lượng Thiên Chúa giáo hy vọng của Liên Xô rút quân.
Có nhiều bằng chứng cho thấy các chỉ huy Hồng quân đã không làm ngơ với các hành vi vô kỷ luật của binh lính. Một số nhà sử học đã dẫn chứng một lệnh ban hành ngày 19 tháng 1 năm 1945, yêu cầu việc ngăn ngừa ngược đãi thường dân. Một lệnh của Hội đồng quân sự của Phương diện quân Byelorussia số 1, có chữ ký của Nguyên soái Rokossovsky, đã ra lệnh bắn bọn trộm cướp và hiếp dâm tại hiện trường của vụ án. Một lệnh ban hành bởi Stavka vào ngày 20 tháng 4 năm 1945 nói rằng binh sỹ cần phải duy trì quan hệ tốt với người dân Đức để giảm kháng cự và để chiến sự kết thúc nhanh hơn.

## Phim
- Phim Anonymous. A Woman in Berlin nói về cuộc hiếp dâm tại Berlin dựa vào nhật ký A Woman in Berlin của Marta Hillers.[58]
- The Beast (1988) về cuộc chiến tranh Afghanistan
- Katyń (2007) nói về thảm sát Katyn

## Tư liệu tham khảo
- Marta Hillers, A Woman in Berlin: Six Weeks in the Conquered City Translated by Anthes Bell, ISBN 0-8050-7540-2
- Antony Beevor, Berlin: The Downfall 1945, Penguin Books, 2002, ISBN 0-670-88695-5
- Bergstrom, Christer (2007). Barbarossa – The Air Battle: July–December 1941. Luân Đôn: Chervron/Ian Allen. ISBN 978-1-85780-270-2. Bergstrom does make a point of noting that crimes against PoWs, and specifically against captured aircrew, were pretty universal in World War II.
- Hall and Quinlan (2000). KG55. Red Kite. ISBN 0-9538061-0-3
- Max Hastings, Armageddon: The Battle for Germany, 1944–1945, Chapter 10: Blood and Ice: East Prussia ISBN 0-375-41433-9
- Fisch, Bernhard, Nemmersdorf, Oktober 1944. Was in Ostpreußen tatsächlich geschah. Berlin: 1997. ISBN 3-932180-26-7. (about most of the Nemmersdorf atrocity having been set up by Goebbels)
- John Toland, The Last 100 Days, Chapter Two: Five Minutes before Midnight ISBN 0-8129-6859-X
- Norman M. Naimark, The Russians in Germany: A History of the Soviet Zone of Occupation, 1945–1949. Harvard University Press, 1995. ISBN 0-674-78405-7
- Catherine Merridale, Ivan's War, the Red Army 1939–1945, Luân Đôn: Faber and Faber, 2005, ISBN 0-571-21808-3
- Alfred-Maurice de Zayas, The Wehrmacht War Crimes Bureau, 1939–1945. Preface by Professor Howard Levie. Lincoln: University of Nebraska Press, 1989. ISBN 0-8032-9908-7. New revised edition with Picton Press, Rockland, Maine, ISBN 0-89725-421-X
- Alfred-Maurice de Zayas, A Terrible Revenge. The Ethnic Cleansing of the East European Germans, 1944–1950, St. Martin's Press, New York, 1994, ISBN 0-312-12159-8
- * Elizabeth B. Walter, Barefoot in the Rubble 1997, ISBN 0-9657793-0-0